# 1803

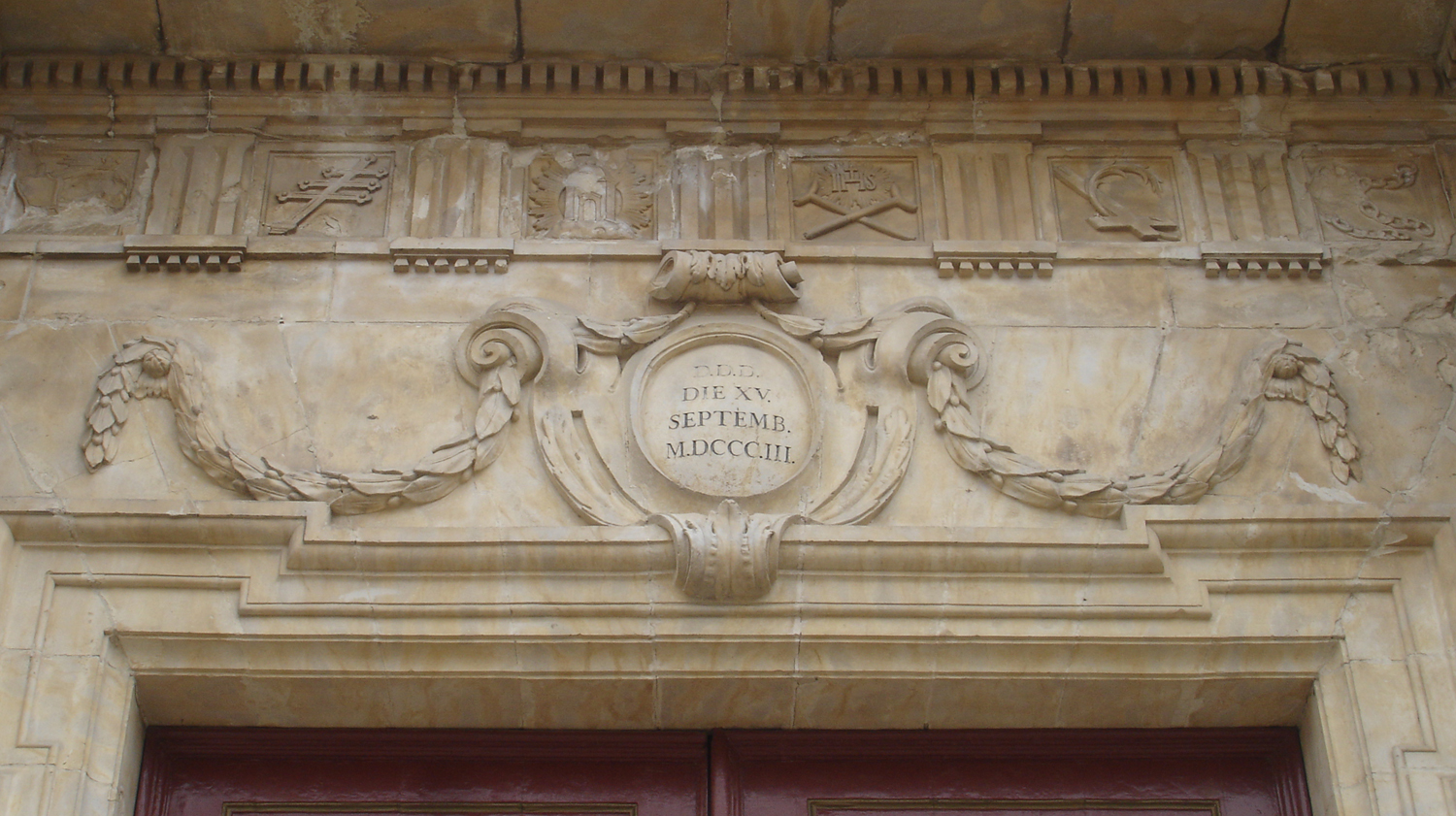
Llinda a la catedral de Vic, amb la data d'acabament de les obres (15 de setembre de 1803).

## Esdeveniments
Països Catalans
Resta del món
- 2 de maig - Estats Units - França: se signa la Compra de Louisiana pels dos països per 15 milions de dòlars.
- 23 de setembre - Assaye (Maharashtra, Índia): els britànics obtenen una victòria definitiva en la batalla d'Assaye contra els marathes i els francesos en el curs de la Segona Guerra Anglo-Maratha
- 1 de novembre - Laswari (Rajasthan, Índia): els britànics van guanyar la batalla de Laswari durant la Segona Guerra Anglo-Maratha.
- 28 de novembre - Adgaon (Maharashtra, Índia): els anglesos guanyen la batalla d'Angaon contra els marathes durant la Segona Guerra Anglo-Maratha.
- 30 de novembre - La Corunya (Espanya)ː Salpa l'expedició Balmis, missió sanitària que pretenia portar la vaccina de la verola arreu de l'Imperi Espanyol.[1]
- 20 de desembre - França entrega Louisiana als Estats Units.

## Naixements
Països Catalans
- Barcelona - Francesc Xavier Parcerisa, pintor i litògraf català.

Resta del món
- 7 d'abril - París: Flora Tristán, escriptora i activista social francesa d'origen peruà, una de les fundadores del feminisme modern (m. 1844).[2]

- 30 d'abril - Albrecht Graf von Roon, canceller de Prússia (m. 1879).
- 15 de maig - Michoacán, Mèxic: Juan Nepomuceno Almonte, ministre de l'Imperi Mexicà i president de la Regència (m. 1869).
- 24 de maig - Charles Lucien Bonaparte, naturalista francés (m. 1857).
- 25 de maig - Boston, Massachusetts (EUA): Ralph Waldo Emerson, assagista, filòsof i poeta estatunidenc (m. 1882).[2]
- 5 de juliol - (East Dereham, Norfolk (Anglaterra): George Borrow, escriptor anglès que deixà nombroses novel·les i llibres de viatge basats en les seves experiències personals per diversos països de l'Europa del segle xix (m. 1881).[3]
- 24 de juliol - Adolphe Adam, compositor francès (n. 1856).[4]
- 11 de desembre - La Côte-Saint-André, Isère, França: Hector Berlioz, compositor francés (m. 1869).[5]
- 29 de novembre - Salzburg (Àustria): Christian Andreas Doppler, matemàtic i físic austríac (m. 1853).
- Fregenal de la Sierra (Badajoz): Juan Bravo Murillo, polític Espanyol i president del Govern Espanyol (1851-1852) (m. Madrid 1873).

## Necrològiques
Països Catalans
Resta del món
- 14 de juliol, València: José Camarón Boronat, pintor, gravador i il·lustrador valencià (n. 1731).
- 20 de setembre - Dublín, Irlanda: Robert Emmet, polític irlandès (n. 1778).[6]
- 18 de desembre - Weimar: Johann Gottfried Herder, filòsof, teòleg i crític literari alemany que el seu treball va contribuir a l'aparició del Romanticisme alemany.

- 16 de febrer, Praga, Bohèmia: Giovanni Punto, concertista de corn i compositor.
- Madrid: Manuel García de Villanueva Hugalde y Parra, actor, escriptor i músic.